# Almaden Open
O Almaden Open foi um torneio masculino de golfe disputado entre os anos de 1958 e 1965 no Almaden Country Club, em São José, no estado norte-americano da Califórnia. Passou a integrar no calendário oficial do PGA Tour em 1961 e decorreu até 1965 sob o nome Almaden Open Invitational.

## Campeões
Almaden Open Invitational
- 1965 Bobby Verwey[1]
- 1964 Billy Casper
- 1963 Al Geiberger
- 1962 Al Geiberger (vitória não oficial)
- 1961 Jim Ferrier

Almaden Open
- 1960 Charlie Sifford (vitória não oficial)
- 1959 Ken Venturi (vitória não oficial)
- 1958 Bob Duden (vitória não oficial)